# Friedrich Roth-Scholtz

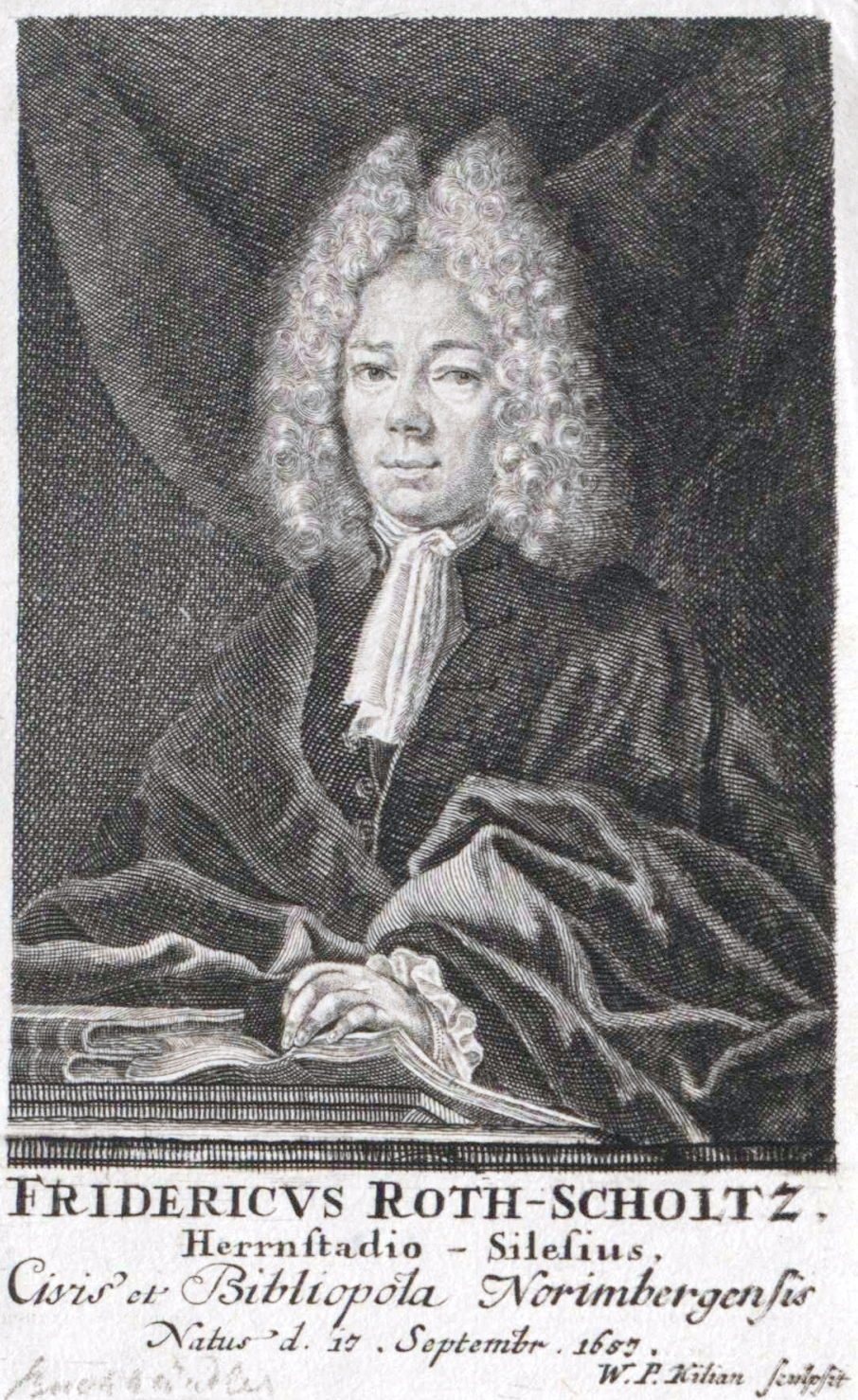
Friedrich Roth-Scholtz (1687–1736), Stich von Wolfgang Philipp Kilian

Friedrich Roth-Scholtz, auch Friedrich Rothscholtz, (* 17. September 1687 in Herrnstadt, Herzogtum Wohlau; † 15. Januar 1736 in Nürnberg, Fränkischer Reichskreis) war ein deutscher Buchhändler, Herausgeber und Bibliograph  alchemistischer Literatur sowie Verleger.

## Leben

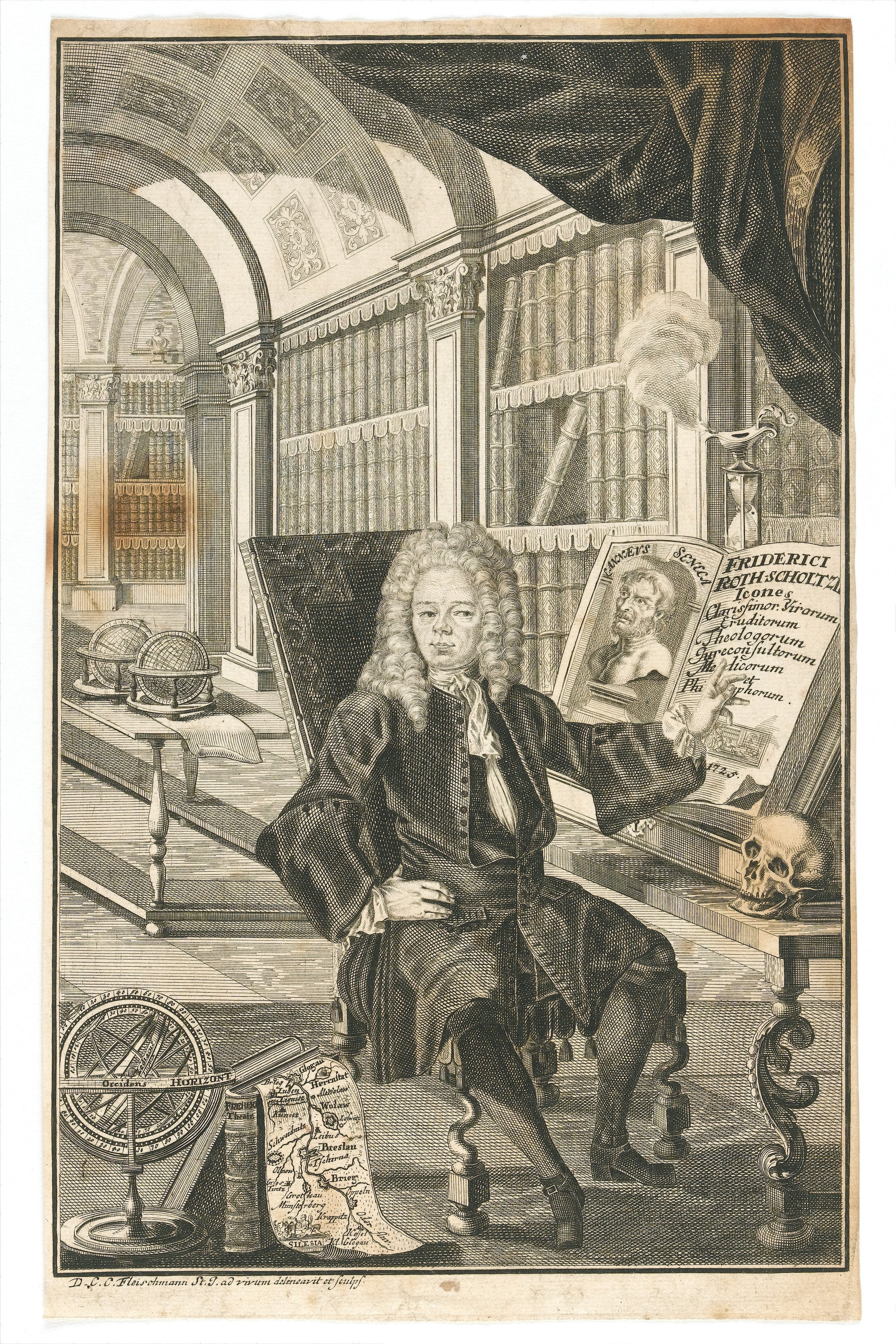
Friedrich Roth-Scholtz, Stich von D. C. C. Fleischmann

Roth-Scholtz ging in Herrnstadt, Steinau an der Oder, Stroppen und Breslau zur Schule. Da er diese abbrechen musste, begann er 1699 eine Lehre im Buchhandel. Zuerst lernte er in Breslau und ab 1704 in Leipzig. Dort hörte er auch Vorlesungen, die in dem Haus stattfanden, in dem er wohnte. 1709 war er in Halle und ab 1710 in Nürnberg. 1716 wurde er Faktor bei dem gerade verstorbenen Drucker Johann Daniel Taube. 1718 erwarb er das Geschäft von Neuenhausen in Nordhausen, und 1719 nahm er Benjamin Wedel als Teilhaber auf, für den er ein Geschäft in Altdorf bei Nürnberg eröffnete, während er selbst einen Laden in Nürnberg betrieb. Nachdem ihm das Nürnberger Bürgerrecht verliehen worden war, heiratete er Taubes jüngste Tochter, während sich sein Kompagnon Benjamin Wedel mit einer anderen Tochter Taubes vermählte. Beide führten das Geschäft unter der Bezeichnung „Taubes Erben“ weiter.
Friedrich Roth-Scholtz war ein großer Sammler von Büchern, aber auch von Münzen, Wappen u. a. Viele Bücher hinterließ er der Bibliothek der Universität Altdorf. Er führte eine weitgespannte Korrespondenz und wollte gern als Gelehrter gelten. Da er kein Latein konnte, beschäftigte er dafür Sekretäre. Seine Sammeltätigkeit und teure Druckprojekte ruinierten am Ende sein Geschäft.
Seine Bibliographie alchemistischer Literatur (Bibliotheca Chemica 1719, 1727, 1735) blieb unvollendet. Zudem gab er die Sammlung Deutsches Theatrum Chemicum (1728–1732) in deutscher Übersetzung heraus.
Manchmal veröffentlichte er unter dem Herausgebernamen Benjamin Roth-Scholtz.